# Nokia 8110
Nokia 8110, mobilní telefon vyšší třídy (high-end [ˈhai ˌend]) uvedený roku 1996, byl prvním modelem řady 8000. Za svůj charakteristický vzhled vděčil posuvnému krytu, chránícímu klávesnici v kapse a prodlužujícímu mobil směrem dolů pro přiblížení mikrofonu blíž k ústům. K přijmutí příchozího hovoru stačilo jen vysunout kryt. Oblý tvar krytu, zejména otevřeného, vedl k přezdívce „banana phone“ ([bəˈnaːnə ˌfəun]; česky banánový telefon).
Počáteční cena byla necelých 1 000 Eur, byl určen pro moderní obchodní trh a patřil k nejmenším a nejlehčím telefonům; přesto měl větší výdrž baterie než jeho předchůdce Nokia 2110.
Vylepšený model 8110i byl prvním telefonem s SSMS (smart SMS) systémem. Telefon mohl být aktualizován pomocí OTA (Over The Air) s inteligentním menu, které umožňovalo snadnou obsluhu. Informace byla poslána jednoduchou textovou zprávou na MT přijímač, který ji zpracoval a mohl poslat strukturovanou sms zpět na daný telefon. Tento systém umožňoval také získat vyzváněcí tón pomocí sms a 8110i byl první mobilní telefon, který tuto funkci podporoval.

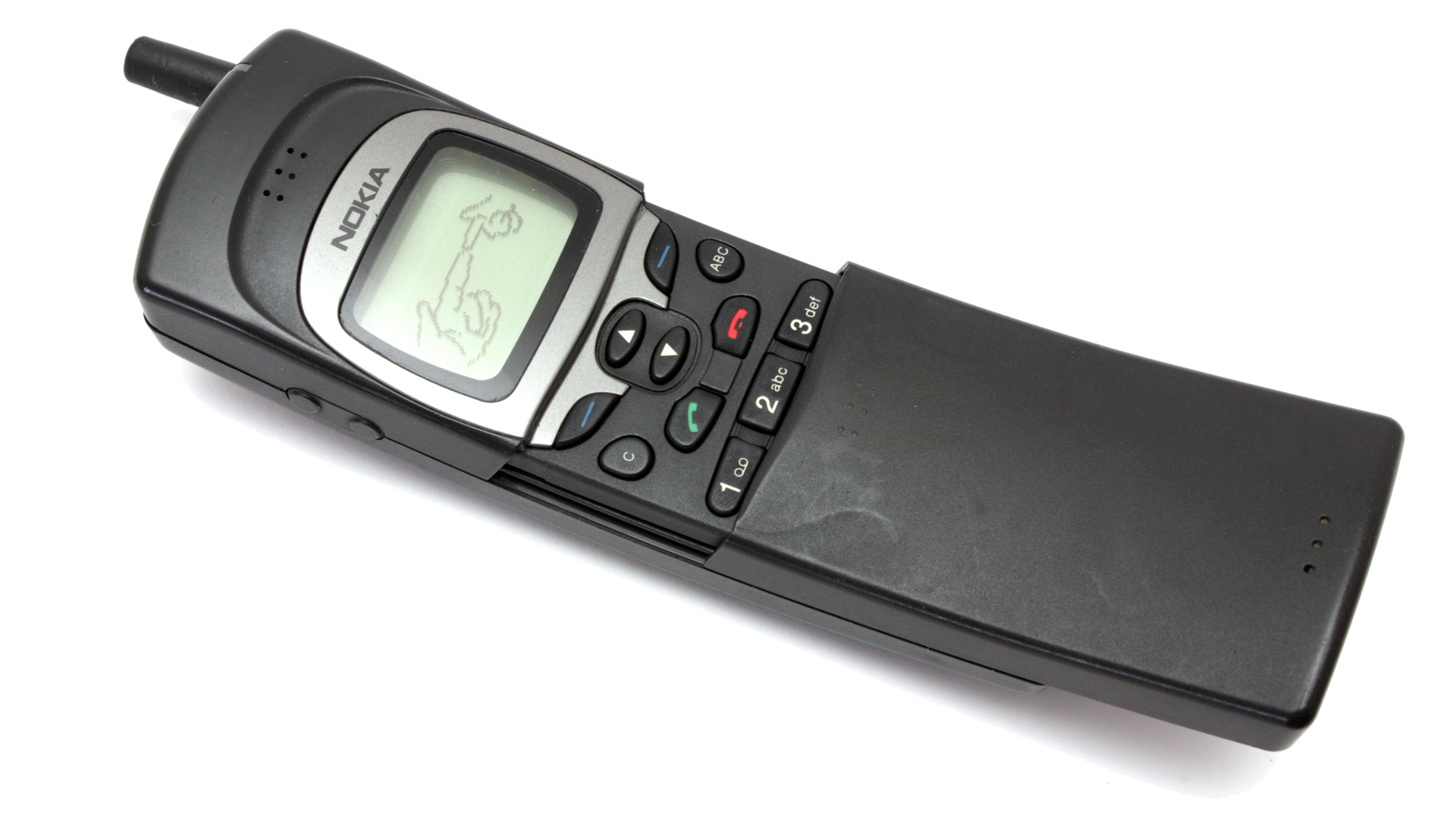
Nokia 8110i s povysunutým krytem.

Nokia později zastavila marketing SSMS a zaměřila se na přicházející WAP standard, nicméně ponechala možnost SSMS v nových telefonech.

## Zajímavost
Tento telefon se objevil jako product placement ve sci-fi filmu Matrix s krytem na pružinu – to kvůli dramatičtějšímu efektu a dojmu vyspělejšího telefonu. Zmiňovaný systém posuvného krytu s pružinou se později objevil u Nokie 7110.

## Varianty
- Nokia 8146/8148 pro pásmo GSM-1800.

## Speciální kódy pro Nokii 8110
- *#06# – zobrazí číslo IMEI
- *#8110# – zobrazí číslo verze

## Nokia 8110 4G
26. února 2018 na veletrhu Mobile World Congress v katalánské Barceloně Nokia představila repro (anglicky revival [riˈvaivəl]) telefonu 8110 vyvinutý finskou firmou HMD Global. Model, jsoucí na pomezí obyčejných a chytrých telefonů, na svého předchůdce navazuje spíše marketingově, ale stejně jako on používá posuvný kryt klávesnice. Pojme až 2 SIM karty zároveň s microSD kartou a dostupný je v banánově žlutém a černém provedení.
Přístroj poháněný mobilním operačním systémem KaiOS podporuje rychlé bezdrátové připojení k internetu v LTE sítích a umí vytvořit přístupový bod pro wi-fi připojení. Díky partnerství s Google přináší společně s firmware verze 11 funkce obvyklé u chytrých telefonů s operačním systémem Android (Google Search, Google Maps, Google Assistant nebo YouTube). Dostupná je aplikace Twitter a od firmware verze 15 také Facebook nebo WhatsApp, které lze volitelně stáhnout prostřednictvím správce aplikací Store. Dále telefon umožňuje práci s e-maily nebo kalendářem, který lze spolu s telefonními kontakty omezeně synchronizovat se službami Google. V jeho softwarové výbavě je i zcela nová verze populární hry Had.
Telefon je pozicován mezi nejlevnější chytré telefony na straně jedné a jednoduché tlačítkové mobily na té druhé. Na trhu se objevil v červenci 2018 s cenovkami od 1 999 korun, na začátku roku následujícího stál 1 500 Kč.